# Smith & Wesson Модель 28
Smith & Wesson (S&W) Модель 28, також відомий як Highway Patrolman, револьвер на рамці N під набій .357 Magnum cartridge, випускався в період з 1954 по 1986. Це бюджетна версія револьвера S&W Модель 27.

## Розробка

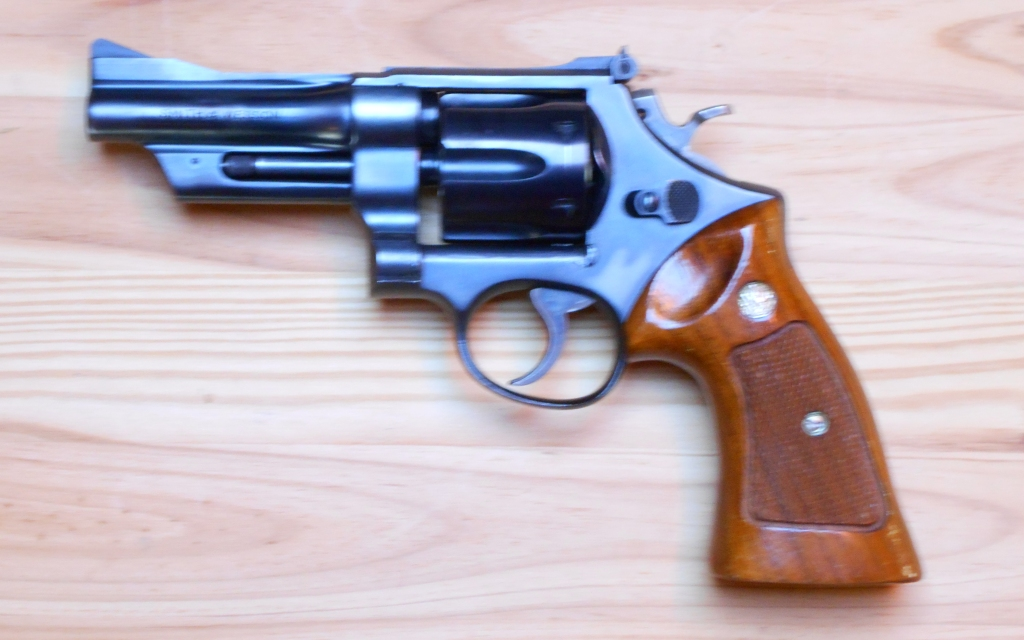
S&W Модель 28, ствол 4 дюйми

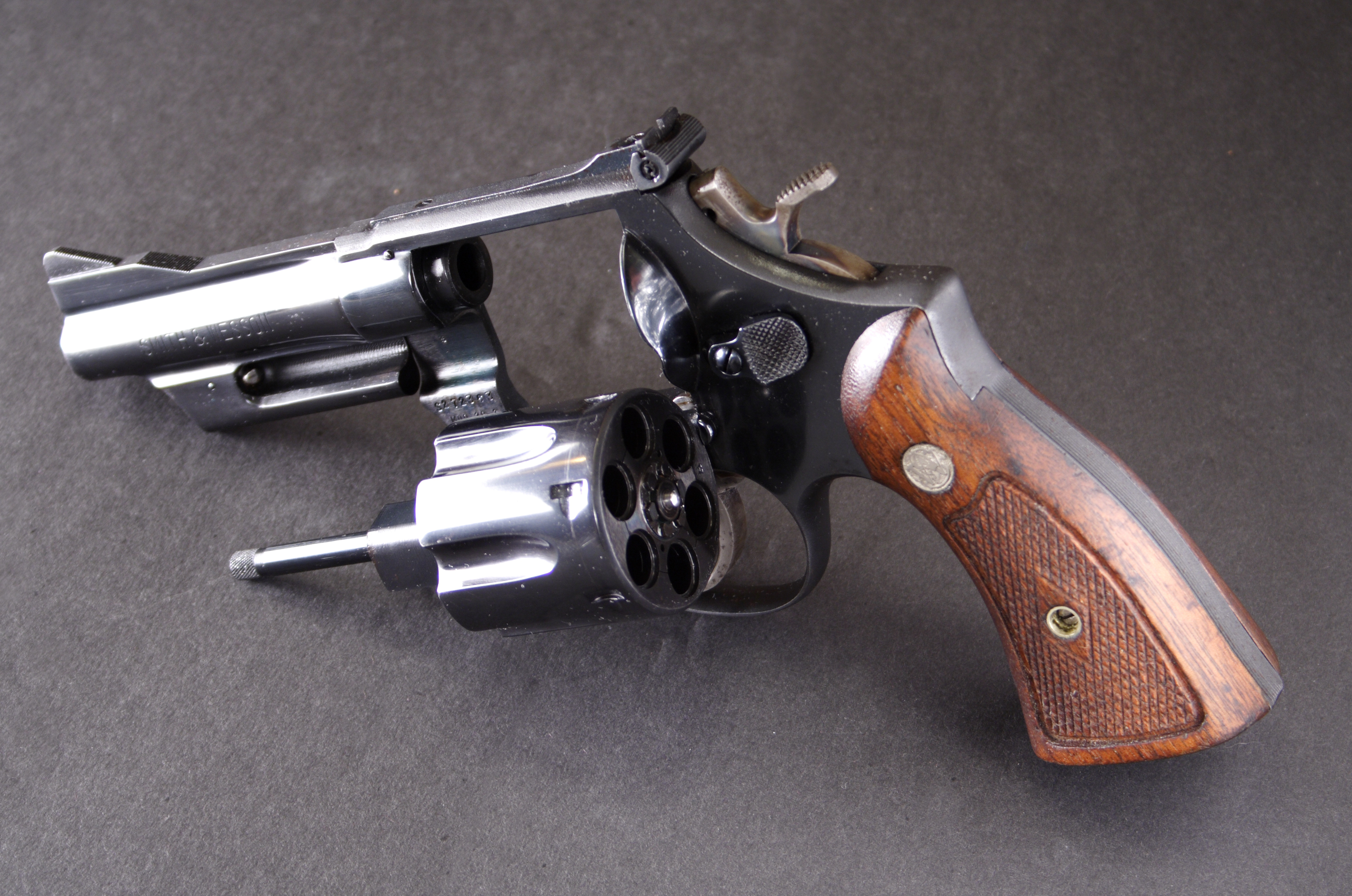

Модель 28, також відома як Highway Patrolman, була створена на базі револьвера Smith & Wesson Registered Magnum. Револьвер Registered Magnum було перероблено під набій 357 Magnum (перша серійна модель була завершена 8 квітня 1935). В 1941 році компанія S&W тимчасово припинила виробництво револьверів  357 Magnum, оскільки компанія перемкнула увагу на воєнну продукцію. Виробництво нової серії було розпочато грудні 1948 серійні номери починалися з S72000. Новий револьвер 357 Magnum отримав блок ударника з відбоєм та новий короткий ударник. 
У 1957 році було представлено перероблену Модель 27. Правоохоронці надали перевагу Моделі 27, але вартісна фінішна обробка та витрати на виробництво збільшили вартість револьвера, при цьому не додавши жодних переваг.
Не звичним є те, що з Моделі 27 компанія Smith & Wesson дещо вилучила, щоб отримати Модель 28, зроблено це було для здешевлення виробництва без зниження корисності. Схожу ідею використали через сорок років для створення Моделі 915. Класичний револьвер на рамці N, Highway Patrolman, має воронування, але не полірований, щоб зекономити на оплаті праці. Верхня планка та каркасна рама мають піскоструйну обробку щоб отримати матовий вигляд.
Наприкінці 1940-х та у першій половині 1950-х компанія Smith & Wesson була єдиним виробником зброї який випускав револьвери під набій .357 magnum. Оскільки револьвер під цей набій був вишуканим і дорогим, департаменти поліції, окремі офіцери-правоохоронці та звичайні стрільці, почали вимагати щоб компанія Smith & Wesson випустила більш "бюджетну" версію револьвера під набій .357 magnum. S&W у відповідь випустила свій револьвер Highway Patrolman (в 1957 році він отримав назву Модель 28). Було внесено зміни у виробництво для зменшення вартості, хоча револьвер Highway Patrolman такий самий як і Модель 27.
Модель 28 випускали з 1954 по 1986 роки. Протягом майже всього виробництва револьвер купували офіцери поліції та цивільні стрільці.

## Користувачі
- Італія: Використовувався спецназом карабінерів Gruppo di Intervento Speciale.[4]
- Норвегія: Використовувався Службою поліції Норвегії (норв. Politi- og lensmannsetaten) в деяких муніципалітетах.